# Herbert Bramfeldt
Herbert Bramfeldt (* 2. Dezember 1912 in Hamburg; † 20. Mai 1983 in Großhansdorf) war ein deutscher Moderner Fünfkämpfer.
Bramfeldt, der Polizist war, nahm an den Olympischen Sommerspielen 1936 in Berlin teil, wo er den 12. Rang belegte.
Er trat zum 2. März 1937 der SS bei (SS-Nummer 280.311), war Mitglied der Gestapo und erreichte am 21. Juni 1944 den Rang eines SS-Hauptsturmführers. 1943 war er am Unternehmen Eiche beteiligt.